# Jack Rabbit Slim's
Pour les articles homonymes, voir Jackrabbit.

Le Jack Rabbit Slim's est un restaurant fictif recréant une ambiance des années 1950 dans lequel Vincent Vega (John Travolta) et Mia Wallace (Uma Thurman) se rendent dans le film Pulp Fiction (1994) réalisé par Quentin Tarantino. 
Beaucoup de restaurants et bars à travers le monde ont adopté ce nom en hommage au film.

## La scène
Dans le film, Mia fait découvrir à Vincent le Jack Rabbit Slim's apprécié pour son thème des années 1950 qu'il met en scène. Le restaurant emploie du personnel ressemblant à des personnalités de cette même période comme par exemple Ed Sullivan, Buddy Holly, James Dean ou encore Marilyn Monroe et Mamie Van Doren. En plus de comporter des tables ordinaires, le restaurant a créé des répliques de voiture des années 1950 qui servent de tables et banquettes aux clients. Ces derniers peuvent également commander de la nourriture portant le nom de personnalités de ces mêmes années. Par exemple, lorsque Buddy Holly (le garçon nommé à la Cadillac de Mia et Vince) demande une précision sur le type de milk shake que Mia désire, ce dernier offre deux propositions : « Sammy Davis, Jr. » (Chocolat) et « Jerry Lewis et Dean Martin » (Vanille). La dernière sera retenue. Quant à Vincent, il commande le « Douglas Sirk Steak », pendant que Mia se décide pour le « Durward Kirby (en) Burger ». On leur propose tous deux d'avoir leur viande « carbonisée » ou « sanguinolente ».
Après leur discussion, les deux personnages se livrent à une danse sur le titre You Never Can Tell interprété par Chuck Berry dans le but de remporter le trophée du concours de twist du Jack Rabbit Slim's.

## Le décor
En 1994, la production du film Pulp Fiction utilise le 1435 Flower Street, un bowling nommé Grand Central Bowl qui venait de fermer et attenant à Walt Disney Imagineering, comme décor pour le restaurant Jack Rabbit Slim's. Le fait que Miramax soit une filiale de Disney depuis 1993 serait à l'origine de ce choix de décor. En 1997, Disney rachète le site de 125 acres (505 857 m2) et l'intègre au Grand Central Creative Campus.